# Lodowa Arena „Altajir” w Drużkiwce
Lodowa Arena „Altajir” w Drużkiwce (ukr. Льодова арена „Альтаїр”) – lodowisko w Drużkiwce na Ukrainie.

## Historia
Lodowisko powstało w ramach państwowego programu „Hokej Ukrajiny”. Otwarcie miało miejsce 17 października 2013. Nazwę „Altajir” przyjęto od dawnej drużyny wystąpującej w tym regionie w rozgrywkach z lat 80.
Obiekt był przystosowany do uprawiania hokeja na lodzie i łyżwiarstwa figurowego. Wymiar tafli wynosił 60 × 30 metrów.
Po wybuchu wojny w Donbasie od 2014 lodowisko było areną domową drużyny Donbas Donieck aż do inwazji Rosji na Ukrainę 24 lutego 2022. Od sezonu 2021/2022 lodowisko służyło miejscowemu klubowi Altajir Drużkiwka. W związku z zagrożeniem trwającymi działaniami wojennymi latem 2022 strona ukraińska planowała przenieść wyposażenie lodowiska do bezpieczniejszego miejsca na obszarze Ukrainy. Po ewakuacji pierwszych elementów z obiektu dalszy transport innego wyposażenia został uniemożliwiony przez lokalne władze. Wieczorem 2 stycznia 2023 budynek lodowiska został uszkodzony wskutek ataku rakietowego dokonanego przez stronę rosyjską.
Obiekt „Altajir” został piątym lodowiskiem na Ukrainie zniszczonym podczas wojny w tym kraju po lodowisku „Drużba” w Doniecku, arenie w Mariupolu, lodowisku „Sałtiwski Lid” w Charkowie i Pałacu Sportu w Siewierodoniecku (prócz wymienionych pod okupację trafił obiekt w Melitopolu).